# Start-Up
Start-Up er en sydkoreansk tv-drama/serie på 16 episoder. Hovedrollerne spilles af henholdsvis Bae Suzy (Seo Dal-mi), Nam Joo-hyuk (Nam Do-san), Kim Seon-ho (Han Ji-pyeong) og Kang Han-na (Won In-jae/Seo In-jae).